# Anàlisi estructural
Anàlisi estructural es refereix a l'ús de les equacions de la resistència de materials per trobar els esforços interns que actuen sobre una estructura resistent, com ara edificacions o esquelets resistents de maquinària.
L'anàlisi estructural comprèn el conjunt de lleis físiques i matemàtiques de les quals s'exigeix que estudiïn i pronostiquin el comportament de les estructures. Els temes d'anàlisi estructural estan construint artefactes la integritat dels quals es considera en gran part que es basa en la seva habilitat per resistir càrregues; comunament inclouen edificis, ponts, aeronau, vaixells i cotxes. L'anàlisi estructural incorpora els camps de mecànica i dinàmica així com les moltes teories del fracàs. D'una perspectiva teòrica l'objectiu primari d'anàlisi estructural és el càlcul de deformacions, forces internes, i estressos. En la pràctica, l'anàlisi estructural es pot veure de manera més abstracta com a mètode per conduir el procés de disseny d'enginyeria o per demostrar la fermesa d'un disseny sense una dependència d'analitzar-lo directament.

## Mètodes d'anàlisi estructural

### Determinació d'esforços
El tipus de mètode emprat difereix segons la complexitat i precisió requerida pels càlculs: 
- D'aquesta manera, per a determinar esforços sobre 'marcs' o 'pòrtics' es fa servir sovint el mètode matricial de la rigidesa, basat en el model de barres llargues que modelitza els elements resistents com a elements unidimensionals sotmesos predominantment a flexió.
- Quan es tracta d'analitzar elements més petits o amb forma irregular on es poden produir concentracions de tensions, es fan servir mètodes numèrics més complexos, com és ara el mètode dels elements finits. Per a aquest mètode hi ha un gran nombre de programes informàtics que faciliten molt el càlcul i l'estructura a calcular. Un d'aquests programes és l'ANSYS.

## Limitacions
Cada mètode té les seves limitacions notables. El mètode de la mecànica dels materials està limitat als elements estructurals molt simple sota condicions de càrrega relativament simple. Els elements estructurals i les condicions de càrrega permès, però, són suficients per resoldre molts problemes d'enginyeria útil. La teoria de l'elasticitat permet que la solució dels elements estructurals de la geometria en general sota condicions de càrrega general, en principi. Solució analítica, però, es limita als casos relativament simples. La solució dels problemes d'elasticitat també requereix la solució d'un sistema d'equacions diferencials parcials, que és matemàticament molt més exigent que la solució dels problemes de la mecànica de materials, que requereixen en la majoria de la solució d'una equació diferencial ordinària. El mètode d'elements finits és potser la més restrictiva i més útil, al mateix temps. Aquest mètode es basa en altres teories estructurals (com ara els altres dos discutit aquí) per a les equacions a resoldre. Això no obstant, en general, fan possible resoldre aquestes equacions, fins i tot amb una geometria molt complexa i les condicions de càrrega, amb la restricció que sempre hi ha algun error numèric. L'ús eficaç i fiable d'aquest mètode requereix una sòlida comprensió de les seves limitacions.

## Mètodes d'elasticitat
Els mètodes d'elasticitat són sovint per a un sòlid elàstic de qualsevol forma. Els membres individuals, com ara bigues, columnes, pous, plaques i closques poden ser modelats. Les solucions es deriven de les equacions de l'elasticitat lineal. Les equacions de l'elasticitat són un sistema de 15 equacions diferencials parcials. A causa de la naturalesa de les matemàtiques involucrades, les solucions analítiques només poden ser produïdes per les geometries relativament simples. Per a les geometries complexes, és necessari un mètode de solució numèrica, com ara el mètode d'elements finits. Molts dels avenços en la mecànica dels materials i enfocaments de l'elasticitat han estat exposats o iniciats per Stephen Timoshenko.

## Mètodes d'aproximació numèrica
És pràctica comuna utilitzar solucions aproximades d'equacions diferencials com la base per|per a anàlisi estructural. Això es fa normalment utilitzant tècniques d'aproximació numèriques. L'aproximació numèrica més comunament utilitzada en l'anàlisi estructural és el Mètode d'Element Finit.
El mètode d'element finit aproxima una estructura com a assemblea d'elements o components amb diverses formes|formularis de connexió entre ells. Així, un sistema continu com una placa|plat o closca|petxina és modeled mentre|com un sistema discret amb un nombre finit d'elements s'interconnectava a nombre finit de nusos. El comportament d'elements individuals és caracteritzat per la relació de rigidesa o flexibilitat de l'element, que conjuntament|en total condueix|porta a la relació de rigidesa o flexibilitat del sistema. Per establir la relació de rigidesa o flexibilitat de l'element, podem utilitzar la mecànica d'aproximació de materials per a elements de barra unidimensionals simples, i l'aproximació d'elasticitat per a més complex dos- i elements tridimensionals. Els desenvolupaments analítics i computacionals s'efectuen millor pertot arreu per mitjà d'àlgebra de matriu

## Model material
Dins de l'anàlisi estructural és important modelitzar el comportament dels materials emprats mitjançant una equació constitutiva adequada. Els tipus de modelats de materials més freqüents són: 
- Model elàstic lineal i isotropia.
- Model elàstic lineal i otrotròpic.
- Models de plasticitat i viscoplàstics.
- Models de dany.